# جوناثان غوميز (لاعب كرة قدم)
جوناثان غوميز (بالإنجليزية: Jonathan Gómez؛ بالإسبانية: Jonathan Gómez) هو لاعب كرة قدم أمريكي ومكسيكي في مركزي الهجوم والدفاع، ولد في 1 سبتمبر 2003 في نورث ريتشلاند هيلز في الولايات المتحدة. شارك مع منتخب المكسيك تحت 20 سنة لكرة القدم ومنتخب الولايات المتحدة لكرة القدم. أما مع النوادي، فقد لعب مع ريال سوسيداد ب ولويسفيل سيتي ونادي نورث تكساس.

## وصلات خارجية
- جوناثان غوميز على موقع قاعدة بيانات كرة القدم.إي يو (الإنجليزية)
- جوناثان غوميز على موقع ناشيونال فوتبول تيمز (الإنجليزية)
- جوناثان غوميز على موقع Soccerway.com (الإنجليزية)
- جوناثان غوميز على موقع عالم كرة القدم.نت (الإنجليزية)